# Phrynobatrachus plicatus
Phrynobatrachus plicatus és una espècie de granota que viu a Costa d'Ivori, Ghana, Guinea, Libèria i Nigèria.
Està amenaçada d'extinció per la pèrdua del seu hàbitat natural.